# Allaxius spinimanus
Allaxius spinimanus är en kräftdjursart som först beskrevs av De Man 1905.  Allaxius spinimanus ingår i släktet Allaxius och familjen Axiidae. Inga underarter finns listade i Catalogue of Life.